# Da Ponte pra Cá
"Da Ponte Pra Cá" é uma canção do grupo brasileiro de rap Racionais MC's, lançada no álbum Nada Como um Dia Após o Outro Dia, em 2002.

## Canção
A música "Da Ponte Pra Cá" foi lançada no álbum Nada Como um Dia Após o Outro Dia, sendo a última faixa do segundo lado do CD (Ri Depois). Voltou a aparecer quatro anos depois, fazendo também parte do disco 1000 Trutas, 1000 Tretas e do DVD ao vivo homonômio.
A música é considerada uma das melhores do grupo pelos fãs[carece de fontes?], e tenta mostrar a desigualdade social existente entre a classe rica e a pobre.
Também serviu para demonstrar o preconceito e a hipocrisia que existe contra os que moram nos bairros situados após a ponte João Dias, como por exemplo o Parque Santo Antônio, Capão Redondo e Jardim Ângela.[carece de fontes?]